# Kënga Magjike 2019
La ventunesima edizione del Kënga Magjike si è tenuta dal 4 al 7 dicembre 2019 presso il palazzo dei Congressi di Tirana.

## Organizzazione
L'organizzazione e la trasmissione dell'evento sono spettate all'emittente albanese TV Klan. I partecipanti all'evento sono stati presentati durante il programma E Diela Shqiptare il 22 e 29 settembre, il 6, 13, 20 e 27 ottobre, il 3, il 10, il 17 e il 24 novembre, e il 1º dicembre 2019.
Gli aspiranti partecipanti sono stati poi suddivisi in due categorie: campioni, automaticamente qualificati per le semifinali, e artisti emergenti, qualificati in base al voto di un'apposita giuria composta da: Armend Rexhepagiqi, Jonida Maliqi, Arben Skenderi, Enkel Demi e Dj Miss Rose & Dj Stone.
In seguito al terremoto del novembre 2019 l'emittente ha annunciato che il ricavato dalle vendite dei biglietti sarà devoluto in beneficenza alle vittime del sisma. La cantante Anna Oxa ha affermato l'intenzione di acquistare un biglietto e sedersi in mezzo al pubblico come atto di solidarietà. A causa del terremoto stesso alcuni artisti presentati nei giorni precedenti si sono ritirati.

## Partecipanti
La lista dei partecipanti alle semifinali in ordine alfabetico:
| Artista                           | Brano                  | Lingua            | Traduzione                  |
| --------------------------------- | ---------------------- | ----------------- | --------------------------- |
| Aimee Sophia                      | Night Train            | Inglese           | Treno notturno              |
| Alex Alexander                    | Breaking Down the Wall | Inglese           | Buttando giù il muro        |
| Anxhela Peristeri                 | Dikush i imi           | Albanese          | Qualcuno dei miei           |
| Ardit Cuni                        | Frymë                  | Albanese          | Spirito                     |
| Besa                              | Histori                | Albanese          | Storia                      |
| Dario                             | Për ty                 | Albanese          | Per te                      |
| Dylan                             | A mjaftoj unë pa ty    | Albanese          | Sono abbastanza senza di te |
| Egzona Ademi                      | Zemrës                 | Albanese          | Cuore                       |
| Elia                              | Plagë shpirti          | Albanese          | La ferita dell'anima        |
| Elita Reci                        | Patenta e dashurisë    | Albanese          | Brevetto d'amore            |
| Endri & Stefi Prifti              | Zemra ime ështe gjallë | Albanese          | Il mio cuore è vivo         |
| Eneda Tarifa                      | Ma zgjat dorën         | Albanese          | Allunga la mia mano         |
| Erik Lloshi                       | Zhgënjimin kisha       | Albanese          | Ho avuto la delusione       |
| Fifi                              | Marova                 | Albanese          | -                           |
| Genti Deda                        | Nuk ta fal             | Albanese          | Non ti perdonerò            |
| Inis Neziri                       | Ishe ti                | Albanese          | Sei stato tu                |
| Jason Walker                      | Uh Huh                 | Inglese           | -                           |
| Jehona Sopi                       | Anej                   | Albanese          | -                           |
| Judah Gavra                       | Me`achshav             | Ebraico           | Conterò                     |
| Juliana Pasha                     | Nuk do qaj             | Albanese          | Non piangerò                |
| Kachinari                         | Dua                    | Albanese          | Voglio                      |
| Kastro Zizo                       | Pema e jetës           | Albanese          | L'albero della vita         |
| Khuba                             | Ndryshe                | Albanese          | Altrimenti                  |
| Klara Doci                        | Bashkë                 | Albanese          | Insieme                     |
| Klea Kasemi                       | Endacake zemre         | Albanese          | Cuore viaggiatore           |
| Korab Shaqiri                     | Fenomen                | Albanese          | Fenomeno                    |
| Laura & Elisa                     | Nënë                   | Albanese          | Mamma                       |
| Laxxard                           | Affection              | Inglese           | Affetto                     |
| Lina                              | Neka te boli           | Macedone          | Lascia che ti faccia male   |
| Lind Islami                       | Ti m'ke rrit           | Albanese          | Mi hai cresciuto            |
| Lindita                           | Want My Love           | Albanese, inglese | Volere il mio amore         |
| Mar Shine                         | Dejarte atrás          | Spagnolo          | Lasciati alle spalle        |
| Maria Kiou                        | Mallon trelenomai      | Greco             | Probabilmente sono pazzo    |
| Marjona Metohu                    | Bosh                   | Albanese          | Vuoto                       |
| Marsela Cibukaj                   | Therrime dashurie      | Albanese          | Massacro d'amore            |
| Olsi Bylyku                       | Ma kthe                | Albanese          | Torna indietro              |
| Orgesa Zaimi                      | Verën ku ma le         | Albanese          | L'estate con cui ero        |
| Rea Nuhu                          | Për mua                | Albanese          | Per me                      |
| Rigersa Zefi                      | Kot me fol tani        | Albanese          | Parlami adesso invano       |
| Rovena Dilo feat. Hit Man & Rolla | Cinderella             | Albanese          | Cenerentola                 |
| Sany Dimitrios                    | Apopse fyge            | Greco             | Vattene stanotte            |
| Sara Bajraktari                   | Më vonë                | Albanese          | Più tardi                   |
| Sharr Braina                      | Nuk pat dashni         | Albanese          | Non c'era amore             |
| Sisma                             | Com'è possibile        | Italiano          | -                           |
| Soni Malaj                        | Shije tradhëtie        | Albanese          | Il gusto del tradimento     |
| Tamara Todevska                   | Monsters               | Inglese           | Mostri                      |
| Urban Band                        | Rock N'Roll            | Albanese          | -                           |
| Veronica Liberati                 | Miracle                | Inglese           | Miracolo                    |
| Vitmar Basha                      | Largoji rete           | Albanese          | Sbarazzati di loro          |
| Voltan Prodani                    | Dashuri virtuale       | Albanese          | Amore virtuale              |
| West Side Family & Alban Kondi    | 7 ditë                 | Albanese          | Sette giorni                |
| Xheisara                          | Si me t'lon            | Albanese          | Che ne dici di              |

## Semifinali
| #  | Artista                           | Brano                  |
| -- | --------------------------------- | ---------------------- |
| 1  | Olsi Bylyku                       | Ma kthe                |
| 2  | Elita Reci                        | Patenta e dashurisë    |
| 3  | Vitmar Basha                      | Largoji rete           |
| 4  | Rovena Dilo feat. Hit Man & Rolla | Cinderella             |
| 5  | Marsela Cibukaj                   | Therrime dashurie      |
| 6  | West Side Family & Alban Kondi    | 7 ditë                 |
| 7  | Fifi                              | Marova                 |
| 8  | Dario                             | Për ty                 |
| 9  | Laura & Elisa                     | Nënë                   |
| 10 | Klara Doci                        | Bashkë                 |
| 11 | Sharr Braina                      | Nuk pat dashni         |
| 12 | Marjona Metohu                    | Bosh                   |
| 13 | Sany Dimitrios                    | Apopse fyge            |
| 14 | Alex Alexander                    | Breaking Down the Wall |
| 15 | Laxxard                           | Affection              |
| 16 | Lina                              | Neka te boli           |
| 17 | Erik Lloshi                       | Zhgenjimin kisha       |
| 18 | Jehona Sopi                       | Anej                   |
| 19 | Jason Walker                      | Uh Huh                 |
| 20 | Ardit Cuni                        | Frymë                  |
| 21 | Aimee Sophia                      | Night Train            |
| 22 | Mar Shine                         | Dejarte atrás          |
| 23 | Anxhela Peristeri                 | Dikush i imi           |
| 24 | Endri & Stefi Prifti              | Zemra ime ështe gjallë |

| #  | Artista           | Brano               |
| -- | ----------------- | ------------------- |
| 1  | Dylan             | A mjaftoj unë pa ty |
| 2  | Egzona Ademi      | Zemrës              |
| 3  | Genti Deda        | Nuka ta fal         |
| 4  | Inis Neziri       | Ishe ti             |
| 5  | Kastro Zizo       | Pema e jetës        |
| 6  | Veronica Liberati | Miracle             |
| 7  | Eneda Tarifa      | Ma zgjat dorën      |
| 8  | Urban Band        | Rock N'Roll         |
| 9  | Klea Kasemi       | Endacake zemre      |
| 10 | Rigersa Zefi      | Kot me fol tani     |
| 11 | Sara Bajraktari   | Më vonë             |
| 12 | Xheisara          | Si me t'lon         |
| 13 | Khuba             | Ndryshe             |
| 14 | Sisma             | Com'è possibile     |
| 15 | Maria Kiou        | Mallon trelenomai   |
| 16 | Judah Gavra       | Me`achshav          |
| 17 | Kachinari         | Dua                 |
| 18 | Rea Nuhu          | Për mua             |
| 19 | Orgesa Zaimi      | Verën ku ma le      |
| 20 | Juliana Pasha     | Nuk do qaj          |
| 21 | Soni Malaj        | Shije tradhëtie     |
| 22 | Tamara Todevska   | Monsters            |
| 23 | Lind Islami       | Ti m'ke rrit        |

## Finale
| #  | Artista                           | Brano                  | Punti | Posizione |
| -- | --------------------------------- | ---------------------- | ----- | --------- |
| 1  | Olsi Bylyku                       | Ma kthe                | 733   | 9°        |
| 2  | Orgesa Zaimi                      | Verën ku ma le         | 762   | 7°        |
| 3  | Rovena Dilo feat. Hit Man & Rolla | Cinderella             | 472   | 18°       |
| 4  | Inis Neziri                       | Ishe ti                | 532   | 14°       |
| 5  | Kastro Zizo                       | Pema e jetës           | 499   | 16°       |
| 6  | Soni Malaj                        | Shije tradhëtie        | 540   | 13°       |
| 7  | Judah Gavra                       | Me`achshav             | 301   | 23°       |
| 8  | Lina                              | Neka te boli           | 236   | 25°       |
| 9  | Sisma                             | Com'è possibile        | 234   | 26°       |
| 10 | Maria Kiou                        | Mallon trelenomai      | 405   | 20°       |
| 11 | West Side Family & Alban Kondi    | 7 ditë                 | 492   | 17°       |
| 12 | Jehona Sopi                       | Anej                   | 417   | 19°       |
| 13 | Anxhela Peristeri                 | Dikush i imi           | 982   | 3°        |
| 14 | Juliana Pasha                     | Nuk do qaj             | 648   | 12°       |
| 15 | Erik Lloshi                       | Zhgenjimin kisha       | 747   | 8°        |
| 16 | Lind Islami                       | Ti m'ke rrit           | 711   | 10°       |
| 17 | Eneda Tarifa                      | Ma zgjat dorën         | 1 370 | 1°        |
| 18 | Khuba                             | Ndryshe                | 781   | 6°        |
| 19 | Marjona Metohu                    | Bosh                   | 512   | 15°       |
| 20 | Aimee Sophia                      | Night Train            | 243   | 24°       |
| 21 | Mar Shine                         | Dejarte atrás          | 232   | 27°       |
| 22 | Veronica Liberati                 | Miracle                | 318   | 22°       |
| 23 | Jason Walker                      | Uh Huh                 | 403   | 21°       |
| 24 | Tamara Todevska                   | Monsters               | 830   | 5°        |
| 25 | Endri & Stefi Prifti              | Zemra ime ështe gjallë | 688   | 11°       |
| 26 | Fifi                              | Marova                 | 1 152 | 2°        |
| 27 | Marsela Cibukaj                   | Therrime dashurie      | 951   | 4°        |

### Premi assegnati
| Premio                                   | Artista         | Nomine                                                   |
| ---------------------------------------- | --------------- | -------------------------------------------------------- |
| Miglior artista emergente                | Khuba           | Marjona Metohu                                           |
| Miglior artista emergente internazionale | Sisma           | Judah Gavra, Lina, Maria Kiou                            |
| Miglior artista internazionale           | Tamara Todevska | Aimee Sophia, Jason Walker, Mar Shine, Veronica Liberati |